# Guatteria venezuelana
Guatteria venezuelana este o specie de plante angiosperme din genul Guatteria, familia Annonaceae, descrisă de Robert Elias Fries. Conform Catalogue of Life specia Guatteria venezuelana nu are subspecii cunoscute.